# Latinsk grammatik
Jämfört med moderna västeuropeiska språk är latinet, även kallat klassiskt latin, mycket strukturerat och avancerat. Det har ett ganska rikt system av böjningar och därför en relativt fri (på ett strukturerat sätt) ordföljd.
Latinet böjer substantiv och adjektiv i två numeri (singular och plural), tre genera (maskulinum, femininum och neutrum) och sex kasus (nominativ, genitiv, dativ, ackusativ, ablativ och vokativ). Det finns dessutom rester av lokativ och instrumentalis. Böjningen av substantiv indelas i fem deklinationer.
Verben har två diateser (aktivum och passivum), tre finita modi (indikativ, konjunktiv och imperativ) och fem infinita verbformer (infinitiv, gerundium, supinum, particip och gerundivum).
Följande tempora finns: presens, imperfekt, perfekt, pluskvamperfekt, futurum simplex och futurum exaktum. Verben böjs också efter person och numerus. Verbböjningen har fyra konjugationer.
Klassiskt latin hade varken bestämd eller obestämd artikel.

## Beskrivning
Jämfört med moderna språk är latinet (lingua Latina), även kallat klassiskt latin, mycket strukturerat och avancerat. Det har ett ganska rikt system av böjningar och därför en relativt fri (på ett strukturerat sätt) ordföljd. De flesta ord har från få till många synonymer och uttryck, alla använda på varsina olika strukturerade sätt, vilket man inte känner till så väl nuförtiden. Att förstå och skriva som de gamla romarna idag är mer eller mindre en svårdom.
Forna texter och inskriptioner på latin under antiken då språket var i bruk är enbart skrivna på höga sätt. Det må betyda att språket hade en grammatisk lag för ett offentligt latin, det vi alla känner till, samt en annan för det normala latinet, vilket man knappt känner till. Däremot vet man att romersk kursivskrift var det vardagliga skriftsystemet använt på papyrus och träplattor, medan kvadratisk kapitalskrift den formella och använd som inskriptioner. En möjlig teori för en sådan uppdelning av språket och dess skriftsystem kan vara vidskepliga eller/och religiösa trosuppfattningar. Sådana uppfattningar i tillvaron var normalt under antiken. Trots att latinet är mycket strukturerat och avancerat, så förekommer det trots allt flera oregelbundenheter, vilket må vara antingen naturligt eller bara en del av den offentliga versionen av språket.

## Ljudlära

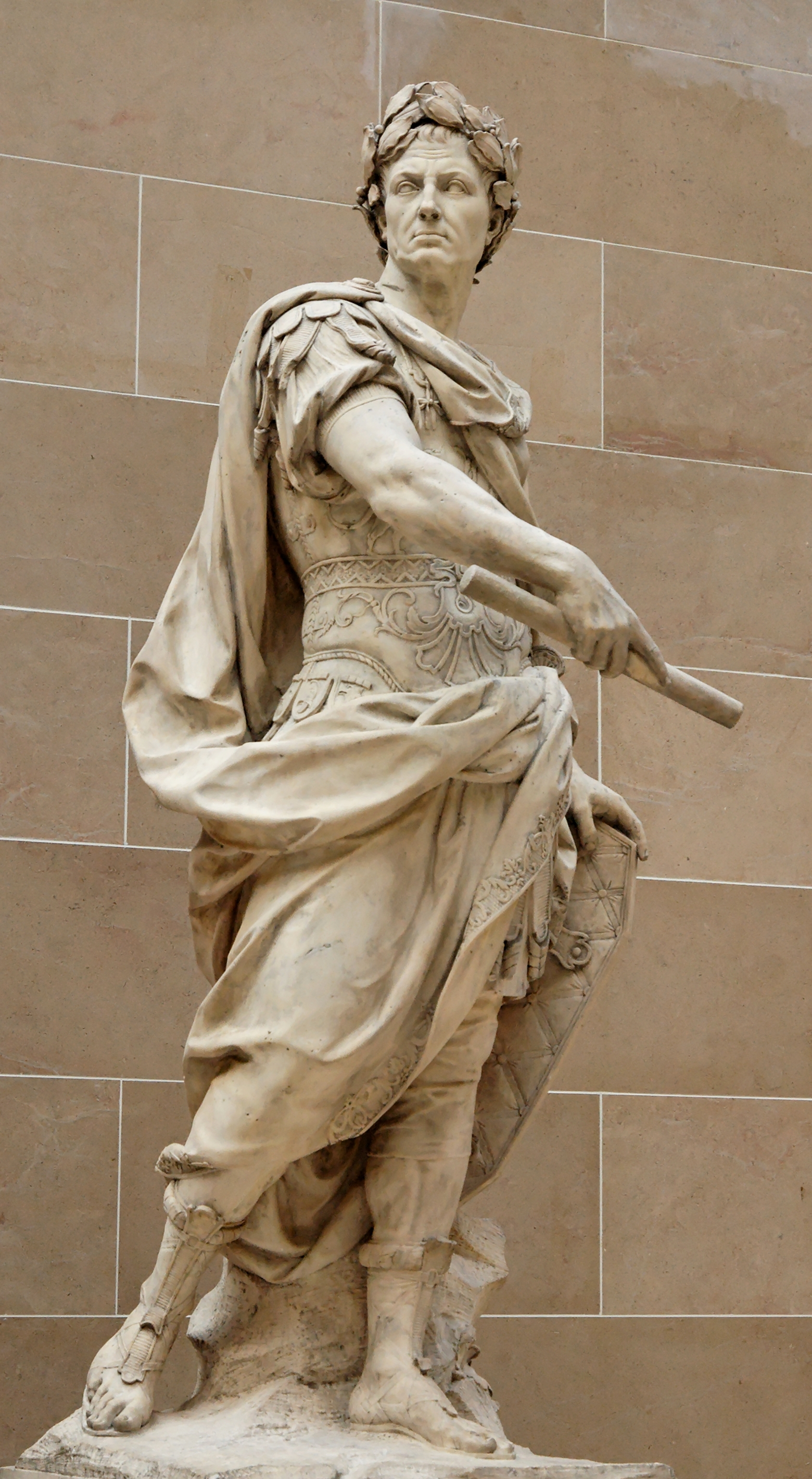
Iulius Caesar uttalades "Julius Kaisar" på klassiskt latin.

Latin skrivs med hjälp av det latinska alfabetet, som svenskan och de flesta europeiska språk senare tagit över. Vår skrift är från början gjord för att skriva latin, och därför stämmer bokstäverna mycket bra överens med ljuden i latinet, men avviker på några viktiga punkter. Latinet skrivs inte med accenter, som t.ex. fémina, "hona", bara som hjälpmedel i läroverk så att man vet hur orden ska betonas.
Det antika latinet hade inte gemener (små bokstäver), bara versaler (stora bokstäver). Det skrevs heller inte med skiljetecken och mellanrum mellan orden, men däremot användes halvhög punkt mellan orden. Versalerna blev efter hand jobbiga att skriva. Romarna utvecklade då en kursiv stil, romersk kursivskrift, som gav upphov till vara dagars gemener.
Skrivet latin såg då ut så här jämfört med dagens skrivet latin:
SENATVSPOPVLVSQVEROMANVS - Senatus populusque romanus. - Senaten och det romerska folket.
SEDQVIDTVSTRISTISAMABO - Sed quid tu's tristis, amabo? - Men varför är du ledsen, kära du? (Plautus)
CONSVETVDINIS·MAGNA·VIS·EST - Consuetudinis magna vis est. - Vanans stora makt är (vanans makt är stor). (Cicero)

### Klassiskt uttal

#### Vokaler
I klassiskt latin finns vokalerna a, e, i, o, u och y (det sista endast i grekiska lånord). De tre första stämmer överens med det svenska uttalet, men o uttalas som svenskt [å] och u som [u] i tyskan. Det klassiska latinets bokstav för u-ljudet var v och användes både för u-ljud och förmodligen som ett engelskt w-ljud, istället för ett v-ljud. Ordet musica [mú-si-ka], "musik", och veritas [wé-ri-tas], sanning, skrevs då MVSICA och VERITAS.

#### Konsonanter
I klassiskt latin har bokstaven c alltid ljudvärdet k, aldrig som ett che-ljud (som i engelskans change) och aldrig som ett s-ljud. Ursprungligen betecknade bokstaven även g-ljudet, vilket bibehållits i namnsförkortningar såsom C, Gaius och Cn, Gnaeus.
I uttalas som ett j-ljud framför vokaler i början av ord och mellan två vokaler, som iustitia [ju-stí-ti-a], "rättvisa" och maior [má-jor], "större".
N är ett ng-ljud framför konsonanterna c, g och q, som nunc [nungk], "nu", longus [lóng-gus], "lång" och quinque [kwíng-kwe], "fem".
G uttalas som ett hårt g och framför n uttalas det också som ett ng-ljud, som magnus [máng-nus], "stor".
Det klassiska latinets bokstav för u-ljudet var v och uttalades både som ett u-ljud och förmodligen som ett engelskt w-ljud, istället för ett v-ljud, som musica [mú-si-ka], "musik" och veritas [wé-ri-tas], "sanning".
X uttalas som [ks], som pax, "fred".
Z uttalas förmodligen som ett tonande s.
Komplikationerna qu, gu och su uttalas som [kw], [gw] och [sw], som:
- aqua [ák-wa], "vatten"
- lingua [líng-gwa], "tunga", "språk"
- consuetudo [kon-swe-tú-do], "vana"

Ch uttalas som ett k-ljud, som i pulcher [púl-ker], "vacker".
Th förekom endast i lånord och uttalades som ett t-ljud, som i mathematica [ma-te-má-ti-ka], "matematik".
Ph förekom endast i lånord och uttalades som ett f-ljud, som i philosofia [fi-lo-so-fí-a], "filosofi".

#### Diftonger
Klassiskt latin har diftongerna:
- ae uttalas [aj] som i engelskans buy.
- ai uttalas också som ae.
- au uttalas som i engelskans house.
- oe uttalas [oj] som i engelskans joy.
- oi uttalas också som oe.
- ei uttalas [ej] som i say.
- ui uttalas [uj].
- eu uttalas [ev] som vi uttalar valutan euro [év-ro].

Undantag med ae och oe var aenus [a-é-nus], "koppar", aer [á-er], "luft" och poeta [po-é-ta], "poet", där bokstäverna uttalas var för sig (som hiatus (fonetik)). Ibland skrivs detta med hjälp av ett trema, som sätts efter den senare vokalen, som aënus, aër och poëta. I senare klassisk latin ändrades uttalet i diftongerna ae och oe till ett långt e. Praesens [práj-sens], "närvarande", uttalades då [pré-sens].

### Medeltidsuttal
I medeltidslatin och nylatin har ljudet ändrats framför vokalerna e (och ae, oe) och i (och y). När latinska ord utläses på svenska brukar c i dessa fall utläsas som s. På andra språk förekommer i stället affrikatorna [ts] och [tʃ] (uttalas ch som i det engelska ordet change).
Ti uttalas [tsi] om den följs av en vokal, som i iustitia [ju-stí-tsi-a]. "rättvisa". Uttalet var ursprungligt om det stod ett s framför t, som i bestia [bé-sti-a], "best".
Sc uttalas framför en vokal som [s], som scire [sí-re], "veta".

### Kvantitet
Latinska stavelser har lång eller kort tidslängd eller kvantitet.

#### Naturlängd
En naturlång stavelse innehåller en lång vokal eller en diftong, som róta, "hjul" och laetus, "glad".

#### Positionslängd
En positionslång stavelse innehåller en kort vokal, följd av mer än en konsonant, eller x (h räknas ej som konsonant), som pórta, "port", álter, "annan, annat" och pax, "fred".

### Betoning
De flesta latinska ord betonas på näst sista stavelsen, som på latin heter (sýllaba) paenúltima. En mindre mängd ord betonas på näst näst sista stavelsen, och det heter (sýllaba) antepaenúltima.
Exempel: rósa, "ros", amícus, "vän", fémina, "kvinna" och sapiéntia, "vishet".
I tvåstaviga ord, som rósa, [ró-sa], ligger betoningen på (sýllaba) paenúltima. I ord med flera stavelser ligger betoningen på (sýllaba) paenúltima om den är lång, men om (sýllaba) paenúltima är kort ligger betoningen på (sýllaba) antepaenúltima.
Latinet skrivs inte med accenter, bara som hjälpmedel i läroböcker så att man vet hur orden ska betonas.

## Substantiv
Substantiven i latin böjs i numerus, kasus och genus.

### Artiklar
Latinet har ingen obestämd artikel (en, ett) eller bestämd artikel (den, det). Ordet silva, "skog", kan då, beroende på sammanhanget, översättas till svenska som "skog", "en skog" eller "skogen" och silva magna, "stor skog" kan översättas som "stor skog", "en stor skog" eller "den stora skogen".
I medeltidslatinet kan pronomen som ille, illa och illud, som alla tre betyder "den där", ibland användas som bestämd artikel och unus, una och unum, som alla tre betyder "ett, en", kan sättas som obestämd artikel.

### Numerus
Substantiven kan stå i singular och plural. Plurale tantum är substantiv som endast förekommer i pluralis, antingen i betydelse av singularis eller pluralis, till exempel castra (n pl), -orum, "läger" (ett eller flera). Flera ortnamn är plurale tantum, bl.a. Athenae (f pl), -arum, "Aten".

### Genus
Substantiv i latinet har tre genus, nämligen maskulinum, femininum och neutrum. Maskulina ord är bland annat namn på floder, som Tiberis och ord som betecknar män, som nauta, "sjöman". Feminina ord är till exempel namn på länder, städer, öar och träd.
Ett annat bra sätt att känna igen ordens genus är att titta på ordens ändelser. Många substantiv som slutar på "-us" är maskulina, många som slutar på "-a" är feminina och många som slutar på "-um" är neutrala. Ord som slutar på "-is" och *-es* är antingen maskulint eller feminint, eller både och. Det finns även många neutrala ord som slutar på "-us". Och de ord som slutar på "-tas" är alltid feminina.
Exempel för maskulina ord i singular och plural:
- amícus m (amíci) - vän
- ánnus m (ánni) - år
- líber m (líbri) - bok
- lócus m (lóci) - plats
- lápis m (lápides) - sten
- ménsis m (ménses) - månad
- mons m (móntes) - berg
- páter m (pátri) - far, pappa, fader
- pons m (póntes) - bro
- véntus m (vénti) - vind

Exempel för feminina ord i singular och plural:
- áqua f (aquae) - vatten
- clávis f (claves) - nyckel
- fémina f (féminae) - kvinna
- gens f (géntes) - ätt, släkt
- libértas f (libertátes) - frihet
- návis f (náves) - skepp
- pars f (pártes) - del
- pórta f (pórtae) - port
- sílva f (sílvae) - skog
- véritas f (veritátes) - sanning

Exempel för neutrala ord i singular och plural:
- béllum n (bélla) - krig
- cármen n (cármina) - sång
- córpus n (córpora) - kropp
- fórum n (fóra) - torg
- flúmen n (flúmina) - flod
- forámen n (forámina) - hål
- legátum n (legáta) - arv
- nómen n (nómina) - namn
- témpus n (témpora) - tid
- vérbum n (vérba) - ord

### Kasus
I deklinationen av substantiv och adjektiv finns 6, ibland 7 kasus, av vilka 5 vanligtvis används:

#### Överblick
| Kasus     | Användning                             | Anteckning                             |
| --------- | -------------------------------------- | -------------------------------------- |
| Nominativ | Subjekt                                |                                        |
| Vokativ   | Direkt tilltal                         |                                        |
| Genitiv   | Ägande med mera                        |                                        |
| Dativ     | Indirekt objekt                        |                                        |
| Ackusativ | Direkt objekt                          | Kan också vara ett prepositionsobjekt. |
| Ablativ   | Varierad användning, oftast adverbial. | Ofta vid preposition.                  |

#### Nominativ
Nominativ betecknar i regel subjektet i satsen, som fémina féminam videt, "kvinnan ser kvinnan" och Cornélia Antónium videt, "Cornelia ser Antonius". Nominativ kan också vara en bestämning till subjektet, dvs subjektiv predikatsfyllnad, adjektivattribut, predikativ attribut eller appostition.

#### Vokativ
Vokativ används vid tilltal, som et tu Brute, et tu, "även du Brutus, även du", där namnet Brutus blir Brute i vokativform.
| Nominativform | Ändelse | Vokativform | Ändelse |
| ------------- | ------- | ----------- | ------- |
| Brutus        | -us     | Brute       | -e      |
| Iulius        | -ius    | Iuli        | -i      |

#### Lokativ
Förekommer som en rest i vissa stelnade uttryck i klassiskt latin. Den används utan preposition för att beteckna städer, samhällen och små öar, men används inte för länder och kontinenter. Den svarar på frågan var? i singularis av första och andra deklinationerna. Lokativerna har sammanfallit med formerna i genitiv, Romae, "i Rom".

#### Genitiv
Possessiv genitiv anger, vems något är eller till vem (vad) något hör. Denna genitiv står som ett attribut, Templum Iovis, "Jupiters tempel" eller som predikatsfyllnad vid esse och fieri.
Objektiv genitiv anger föremålet för det styrande substantivets verksamhet. Svenskan kan ibland ha samma genitiv, men oftast är man tvungen att omskriva uttrycket med prepositionsuttryck. Endast sammanhanget kan i flera fall avgöra genitivets betydelse.
| Genitivuttryck | Objektiv genitiv      | Possessiv genitiv  |
| -------------- | --------------------- | ------------------ |
| Amor Dei       | Kärleken till Gud     | Guds kärlek        |
| Timor hóstium  | Fruktan för fienderna | Fiendernas fruktan |

Egenskapsgenitiv (Genitivus qualitatis) anger egenskap eller beskaffenhet och omskrivs ofta med prepositioner, som vir magni ingénii, "en man med stor begåvning".
Partitiv genitiv anger helheten av vilken huvudordet är en del.

#### Dativ
Dativus commodi, "nyttans dativ" och incommodi, "skadans dativ", betecknar den eller det som har fördel eller skada av verbets handling, som gallis Caesar imperat frumentum exercitui, "Caesar befallde gallerna att lämna spannmål för härens räkning".
Dativus agentis, "agentens dativ": betecknar agenten vid verbfromen gerundivum, som ea res mihi cogitanda est, "jag har den saken att tänka på" (Den saken bör, måste jag tänka på).
Dativus finalis betecknar ändamålet eller resultatet av en handling vid vissa verb. 
Possessiv dativ, som mihi pecunia est, jag har pengar". Bokstavligt blir det "pengarna är till mig".

#### Ackusativ
Betecknar direkt objekt, som fémina féminam videt, "kvinnan ser kvinnan" och Cornélia Antónium videt, "Cornelia ser Antonius".  Ackusativ används även vid vissa prepositioner, som ad, "till". Roma, "Rom" blir då ad Romam, "till Rom".

#### Ablativ
Ablativ används oftast vid vissa prepositioner där substantivet eller adjektivet får en annan ändelse. Amícus, "vän" blir då cum amíco, "med vännen", och mons, "berg", blir in monte, "på berget". Prepositionen behövs inte nämnas, men görs det normalt, som till exempel aedificátus hómine, "byggd av människan", istället för aedificátus a hómine.
Ablativ har oftast också adverbiell betydelse. Ablativet har uppkommit från tre gamla kasus, separativ, lokativ och instrumentalis.
- Separativ ablativ är avskiljandets kasus, som svarar på frågan varifrån?

- Lokal ablativ är lägets kasus, som svarar på frågan var? eller när?

- Instrumental ablativ är medlets och gemenskapets kasus, som svarar på frågan varmed?

### Deklinationer
Substantiven böjs i fem deklinationer eller böjningsmönster. För varje ord latinskt ord i lexikon anges nom. sing. och gen. sing., som visar till vilken deklination ett ord tillhör. 
| Deklination | Genitivändelse i singularis |
| ----------- | --------------------------- |
| 1           | -ae                         |
| 2           | -i                          |
| 3           | -is                         |
| 4           | -us                         |
| 5           | -ei                         |

Vokativforemerna överensstämmer alltid med nominativ, förutom i andra deklinationen singular. Dativ och ablativ plural har alltid samma former. Nominativ- och ackusativformerna för neutrer överensstämmer alltid med varandra.

#### Första och andra deklinationen
Om ett substantiv i den första deklinationen slutar på -a, tillhör det genuset femininum. Dessa ord är då feminina. Orden dea, "gudinna", och filia, "dotter", tar ändelsen -ābus istället för -īs i dativ och ablativ i plural. Annars skulle de se ut som "gud", deīs, respektive "son", filiīs.
Om ett substantiv i den andra deklination slutar på -us, tillhör det genuset maskulinum. Dessa ord är då maskulina. Hit hör också ett antal ord på -er, som liber (libri), "bok" och ager (agri), "åker". Slutar ett substantiv i den andra deklination på -um, tillhör det genuset neutrum. Dessa ord är då neutrala.
- puéll|a f (-ae) - flicka
- amíc|us m (-i) - vän, kompis
- vérb|um n (-i) - ord

|           | 1.a deklinationen - femininum | 1.a deklinationen - femininum | 2:a deklinationen - maskulinum | 2:a deklinationen - maskulinum | 2:a deklinationen - neutrum | 2:a deklinationen - neutrum |
| Singular  | Plural                        | Singular                      | Plural                         | Singular                       | Plural                      |                             |
| --------- | ----------------------------- | ----------------------------- | ------------------------------ | ------------------------------ | --------------------------- | --------------------------- |
| Nominativ | puella                        | puellae                       | amīcus                         | amīcī                          | verbum                      | verba                       |
| Genitiv   | puellae                       | puellārum                     | amīcī                          | amīcōrum                       | verbī                       | verbōrum                    |
| Dativ     | puellae                       | puellīs                       | amīcō                          | amīcīs                         | verbō                       | verbīs                      |
| Ackusativ | puellam                       | puellās                       | amīcum                         | amīcōs                         | verbum                      | verba                       |
| Ablativ   | puellā                        | puellīs                       | amīcō                          | amīcīs                         | verbō                       | verbīs                      |
| Vokativ   | puella                        | puellae                       | amīce                          | amīcī                          | verbum                      | verba                       |

#### Tredje, fjärde och femte deklinationen
Alla substantiv i den tredje deklinationen slutar på -is i genitiv singular oavsett genus. Slutar det på -a i nominativ plural, tillhör det genuset neutrum. Slutar det på -es i nominativ plural tillhör det antingen maskulinum eller femininum. 
Om ett substantiv i fjärde deklinationen slutar på -us i nominativ singular, tillhör det vanligen maskulinum. Om det slutar på -u tillhör det neutrum.
Alla ord i femte deklinationen är feminina, förutom díes, "dag", som är maskulint.
- re|x m (-gis) - kung
- nóm|en n (´-inis) - namn
- már|e n (-is) - hav
- spírit|us m (-us) - ande, andedräkt
- córn|u n (-us) - horn, styrka
- dí|es m (-éi) - dag

|           | 3:e deklinationen | 3:e deklinationen | 3:e deklinationen - neutrum | 3:e deklinationen - neutrum | 3:e deklinationen - neutrum med i-stam | 3:e deklinationen - neutrum med i-stam | 4:e deklinationen | 4:e deklinationen | 4:e deklinationen - neutrum | 4:e deklinationen - neutrum | 5:e deklinationen | 5:e deklinationen |
| Singular  | Plural            | Singular          | Plural                      | Singular                    | Plural                                 | Singular                               | Plural            | Singular          | Plural                      | Singular                    | Plural            |                   |
| --------- | ----------------- | ----------------- | --------------------------- | --------------------------- | -------------------------------------- | -------------------------------------- | ----------------- | ----------------- | --------------------------- | --------------------------- | ----------------- | ----------------- |
| Nominativ | rēx               | rēgēs             | nōmen                       | nōmina                      | mare                                   | maria                                  | spīritus          | spīritūs          | cornū                       | cornua                      | diēs              | diēs              |
| Genitiv   | rēgis             | rēgum             | nōminis                     | nōminum                     | maris                                  | marium                                 | spīritūs          | spīrituum         | cornūs                      | cornuum                     | diēī              | diērum            |
| Dativ     | rēgī              | rēgibus           | nōminī                      | nōminibus                   | marī                                   | maribus                                | spīrituī          | spīritibus        | cornū                       | cornibus                    | diēī              | diēbus            |
| Ackusativ | rēgem             | rēgēs             | nōmen                       | nōmina                      | mare                                   | maria                                  | spīritum          | spīritūs          | cornū                       | cornua                      | diem              | diēs              |
| Ablativ   | rēge              | rēgibus           | nōmine                      | nōminibus                   | marī                                   | maribus                                | spīritū           | spīritibus        | cornū                       | cornibus                    | diē               | diēbus            |
| Vokativ   |                   |                   |                             |                             |                                        |                                        |                   |                   |                             |                             |                   |                   |

## Adjektiv
Adjektiv kongruerar med sitt huvudord till genus, kasus och numerus.

### Första och andra deklinationen
- bon|us, -a, -um - god

|          | Maskulinum | Femininum | Neutrum  |
| Singular | Singular   | Singular  | Singular |
| -------- | ---------- | --------- | -------- |
| Nom.     | bonus      | bona      | bonum    |
| Gen.     | bonī       | bonae     | bonī     |
| Dat.     | bonō       | bonae     | bonō     |
| Ack.     | bonum      | bonam     | bonum    |
| Abl.     | bonō       | bonā      | bonō     |
| Vok.     | bone       | bona      | bonum    |
| Plural   |            |           |          |
| Nom.     | bonī       | bonae     | bona     |
| Gen.     | bonōrum    | bonārum   | bonōrum  |
| Dat.     | bonīs      | bonīs     | bonīs    |
| Ack.     | bonōs      | bonās     | bona     |
| Abl.     | bonīs      | bonīs     | bonīs    |
| Vok.     | bonī       | bonae     | bona     |

### Tredje deklinationen
- len|is, -is, -e - len, mild

|          | Maskulinum/Femininum | Neutrum  |
| Singular | Singular             | Singular |
| -------- | -------------------- | -------- |
| Nom.     | lēnis                | lēne     |
| Gen.     | lēnis                | lēnis    |
| Dat.     | lēnī                 | lēnī     |
| Ack.     | lēnem                | lēne     |
| Abl.     | lēnī                 | lēnī     |
| Vok.     | lēnis                | lēne     |
| Plural   |                      |          |
| Nom.     | lēnēs                | lēnia    |
| Gen.     | lēnium               | lēnium   |
| Dat.     | lēnibus              | lēnibus  |
| Ack.     | lēnēs                | lēnia    |
| Abl.     | lēnibus              | lēnibus  |
| Vok.     | lēnēs                | lēnia    |

### Komparation
| longus, -a, -um | lóngior, -ius                     | longíssimus, -a, -um    |
| lång            | längre, ganska lång, alltför lång | längst, mycket lång     |
|                 |                                   |                         |
| gravis, -e      | grávior, -ius                     | gravíssimus, -a, -um    |
| tung            | tyngre, ganska tung, alltför tung | tyngst, mycket tung     |
|                 |                                   |                         |
| sápiens         | sapiéntior, -ius                  | sapientíssimus, -a, -um |
| vis             | visare, ganska vis, alltför vis   | visast, mycket vis      |

### Oregelbunden komparation
| bonus, -a, -um  | mélior, -ius                        | óptimus, -a, -um    |
| god             | godare, ganska god, alltför god     | godast, mycket god  |
|                 |                                     |                     |
| malus, -a, -um  | peior, -us                          | péssimus, -a, -um   |
| dålig           | sämre, ganska dålig, alltför dålig  | sämst, mycket dålig |
|                 |                                     |                     |
| magnus, -a, -um | maior, -us                          | máximus, -a, -um    |
| stor            | större, ganska stor, alltför stor   | störst, mycket stor |
|                 |                                     |                     |
| parvus, -a, -um | minor, -us                          | mínimus, -a, -um    |
| liten           | mindre, ganska liten, alltför liten | minst, mycket liten |
|                 |                                     |                     |
| multi, -ae, -a  | plures, -ia                         | plúrimi, -ae, -a    |
| många           | mera, ganska många, alltför många   | mest                |

### Böjning av komparativer och superlativer

#### Komparativ
|          | Maskulinum  | Femininum   | Neutrum     |
| Singular | Singular    | Singular    | Singular    |
| -------- | ----------- | ----------- | ----------- |
| Nom.     | longior     | longior     | longius     |
| Gen.     | longioris   | longioris   | longioris   |
| Dat.     | longiori    | longiori    | longiori    |
| Ack.     | longiorem   | longiorem   | longius     |
| Abl.     | longiore    | longiore    | longiore    |
| Vok.     |             |             |             |
| Plural   |             |             |             |
| Nom.     | longiores   | longiores   | longiora    |
| Gen.     | longiorum   | longiorum   | longiorum   |
| Dat.     | longioribus | longioribus | longioribus |
| Ack.     | longiores   | longiores   | longiores   |
| Abl.     | longioribus | longioribus | longioribus |
| Vok.     |             |             |             |

#### Superlativ
Superlativen longíssimus, -a, -um, "längst", "mycket lång", böjs efter första och andra deklinationen.
|          | Maskulinum    | Femininum     | Neutrum       |
| Singular | Singular      | Singular      | Singular      |
| -------- | ------------- | ------------- | ------------- |
| Nom.     | longissimus   | longissima    | longissimum   |
| Gen.     | longissimi    | longissimae   | longissimi    |
| Dat.     | longissimo    | longissimae   | longissimo    |
| Ack.     | longissimum   | longissimam   | longissimum   |
| Abl.     | longissimo    | longissima    | longissimo    |
| Vok.     | longissime    | longissima    | longissimum   |
| Plural   |               |               |               |
| Nom.     | longissimi    | longissimae   | longissima    |
| Gen.     | longissimorum | longissimārum | longissimōrum |
| Dat.     | longissimīs   | longissimīs   | longissimīs   |
| Ack.     | longissimōs   | longissimās   | longissima    |
| Abl.     | longissimīs   | longissimīs   | longissimīs   |
| Vok.     | longissimī    | longissimae   | longissima    |

## Adverb
Adverb bildas i positiv från adjektiv genom att sätta till adjektivets böjningsstam följande ändelser

### 1. "-e", om adjektivet tillhör deklination 1 eller 2
- longus - lång

| positiv | komparativ                      | superlativ          |
| longe   | lóngius                         | longíssime          |
| långt   | längre, ännu lång, alltför lång | längst, mycket lång |

### 2. "-iter", om adjektivet tillhör deklination 3
- gravis - tung

| positiv  | komparativ | superlativ |
| gráviter | grávius    | gravíssime |
| tungt    | tyngre     | tyngst     |

### 3. "-er", om adjektivet har en böjningsstam på -nt- efter 3:e deklinationen
- díligens - noggrann

| positiv    | komparativ  | superlativ     |
| diligenter | diligéntius | diligentíssime |
| noggrant   | noggrannare | noggrannast    |

## Räkneord
Huvudartikel: Romerska siffror
Romarna använde sig inte av samma räknesätt som vi har idag. De hade bokstäver som var siffror.

### Grundtal och ordningstal
|         |             | Grundtal             | Ordningstal        | Delningstal           | Räkneadverb     |
| ------- | ----------- | -------------------- | ------------------ | --------------------- | --------------- |
| 1       | I           | unus, una, unum      | primus, -a, -um    | singuli (en i sänder) | semel (en gång) |
| 2       | II          | duo, duae, duo       | secundus, alter    | bini                  | bis             |
| 3       | III         | tres, tria           | tértius            | terni                 | ter             |
| 4       | IIII (IV)   | quáttuor             | quartus            | quatérni              | quater          |
| 5       | V           | quinque              | quintus            | quini                 | quínquies       |
| 6       | VI          | sex                  | sextus             | seni                  | séxies          |
| 7       | VII         | septem               | séptimus           | septeni               | sépties         |
| 8       | VIII        | octo                 | octávus            | octoni                | ócties          |
| 9       | VIIII (IX)  | novem                | nonus              | noveni                | nóvies          |
| 10      | X           | decem                | décimus            | deni                  | décies          |
| 11      | XI          | úndecim              | undécimus          | undeni                | undécies        |
| 12      | XII         | duódecim             | duodécimus         | duodeni               | duodécies       |
| 13      | XIII        | trédecim             | tértius décimus    | terni deni            | terdécies       |
| 14      | XIV (XIIII) | quattuórdecim        | quartus décimus    | quaterni deni         | quaterdécies    |
| 15      | XV          | quíndecim            | quintus décimus    | quini deni            | quinquiesdécies |
| 16      | XVI         | sédecim              | sextus décimus     | seni deni             | sexiesdécies    |
| 17      | XVII        | septéndecim          | séptimus décimus   | septeni deni          | septiesdécies   |
| 18      | XVIII       | duodevigínti         | duodevicésimus     | duodeviceni           | duodevícies     |
| 19      | XIX         | undevigínti          | undevicésimus      | undeviceni            | undevícies      |
| 20      | XX          | vigínti              | vicésimus          | viceni                | vícies          |
| 21      | XXI         | unus et viginti      | unus et vicésimus  | unviceni              | unvícies        |
| 22      | XXII        | duo et viginti       | alter et vicésimus | duoviceni             | duovícies       |
| 30      | XXX         | trigínta, riginta    | tricésimus         | triceni               | trícies         |
| 40      | XL (XXXX)   | quadragínta          | quadragésimus      | quadrageni            | quadrágies      |
| 50      | L           | quinquaginta         | quinqagésimus      | quinquageni           | quinquágies     |
| 60      | LX          | sexaginta            | sexagésimus        | sexageni              | sexágies        |
| 70      | LXX         | septuaginta          | septuagésimus      | septuageni            | septuágies      |
| 80      | LXXX        | octoginta            | octogésimus        | octogeni              | octógies        |
| 90      | XC (LXXXX)  | nonaginta            | nonagésimus        | nonageni              | nonágies        |
| 100     | C           | centum               | centésimus         | centeni               | cénties         |
| 500     | D           | quingenti            | quingentésimus     | quingeni              | quingénties     |
| 1000    | M           | mille                | millésimus         | síngula milia         | mílies          |
| 100000  | -           | centum mília         |                    |                       |                 |
| 1000000 | -           | décies centena mília |                    |                       |                 |

### Böjningsmönster
|            | duo, duae, duo två | duo, duae, duo två | duo, duae, duo två |
| Maskulinum | Femininum          | Neutrum            |                    |
| Plural     | Plural             | Plural             |                    |
| ---------- | ------------------ | ------------------ | ------------------ |
| Nominativ  | duo                | duae               | duo                |
| Vokativ    | duo                | duae               | duo                |
| Ackusativ  | duōs               | duās               | duo                |
| Genitiv    | duōrum (duûm)      | duārum             | duōrum (duûm)      |
| Dativ      | duōbus             | duābus             | duōbus             |
| Ablativ    | duōbus             | duābus             | duōbus             |

Det bör noteras att ambō, båda, är deklinerad som duo. Ändå är dess O långt.
|                        | trēs, tria  | trēs, tria | trēs, tria |
| Maskulinum & Femininum | Neutrum     |            |            |
| Plural                 | Plural      | Plural     |            |
| ---------------------- | ----------- | ---------- | ---------- |
| Nominativ              | trēs (trīs) | tria       |            |
| Vokativ                | trēs (trīs) | tria       |            |
| Ackusativ              | trēs (trīs) | tria       |            |
| Genitiv                | trium       | trium      |            |
| Dativ                  | tribus      | tribus     |            |
| Ablativ                | tribus      | tribus     |            |

Ordet, mīlle, är singular, ett adjektiv och odeklinerbart. Ändå är dess oregelbundna pluralform, mīlia (mīllia) använt på samma sätt som plūs är.
|           | mīlia, mīlium (a) tusen n. | mīlia, mīlium (a) tusen n. |
| Plural    | Plural                     | Plural                     |
| --------- | -------------------------- | -------------------------- |
| Nominativ | mīlia                      |                            |
| Vokativ   | mīlia                      |                            |
| Ackusativ | mīlia                      |                            |
| Genitiv   | mīlium                     |                            |
| Dativ     | mīlibus                    |                            |
| Ablativ   | mīlibus                    |                            |

## Pronomen

### Personliga pronomen
Personliga och även possessiva pronomen utlämnas i allmänhet i latin och tillsätts endast om de är betonade och behövliga. 
|                 | Nominativ     | Genitiv        | Dativ         | Ackusativ     | Ablativ       |
| --------------- | ------------- | -------------- | ------------- | ------------- | ------------- |
| jag             | ego           | mei            | mihi          | me            | me            |
| du              | tu            | tui            | tibi          | te            | te            |
| han/hon/den/det | se is, ea, id | se is, ea, id  | se is, ea, id | se is, ea, id | se is, ea, id |
| vi              | nos           | nostri/nostrum | nobis         | nos           | nobis         |
| ni              | vos           | vestri/vestrum | vobis         | vos           | vobis         |
| de              | se is, ea, id | se is, ea, id  | se is, ea, id | se is, ea, id | se is, ea, id |

Genitiv uttrycker inte ägande utan används som objektiv och partitiv-genitiv.
- Objektiv genitiv: memoria nostri (minnet av oss)
- Partitiv genitiv: pars nostrum (en del av oss)

### Personliga reflexiva pronomen
|           | —, suī sig själv |
| --------- | ---------------- |
| Nominativ | —                |
| Ackusativ | sē, sēsē         |
| Genitiv   | suī              |
| Dativ     | sibi             |
| Ablativ   | sē, sēsē         |

### Demonstrativa pronomen

#### is, ea, id
denne (förenat: is servus - denne slav). Personligt pronomen tredjeperson när det står självständigt.
|           | is, eī han, de m. | is, eī han, de m. | ea, eae hon, de f. | ea, eae hon, de f. | id, ea det, de n. | id, ea det, de n. |
| Singular  | Plural            | Singular          | Plural             | Singular           | Plural            |                   |
| --------- | ----------------- | ----------------- | ------------------ | ------------------ | ----------------- | ----------------- |
| Nominativ | is                | eī, iī            | ea                 | eae                | id                | ea                |
| Ackusativ | eum               | eōs               | eam                | eās                | id                | ea                |
| Genitiv   | eius              | eōrum             | eius               | eārum              | eius              | eōrum             |
| Dativ     | eī                | eīs, iīs          | eī                 | eīs, iīs           | eī                | eīs, iīs          |
| Ablativ   | eō                | eīs, iīs          | eā                 | eīs, iīs           | eō                | eīs, iīs          |

#### idem, éadem, idem
|            | īdem, eadem, idem den samme, samma som | īdem, eadem, idem den samme, samma som | īdem, eadem, idem den samme, samma som | īdem, eadem, idem den samme, samma som | īdem, eadem, idem den samme, samma som | īdem, eadem, idem den samme, samma som |
| Maskulinum | Maskulinum                             | Femininum                              | Femininum                              | Neutrum                                | Neutrum                                |                                        |
| Singular   | Plural                                 | Singular                               | Plural                                 | Singular                               | Plural                                 |                                        |
| ---------- | -------------------------------------- | -------------------------------------- | -------------------------------------- | -------------------------------------- | -------------------------------------- | -------------------------------------- |
| Nominativ  | īdem                                   | eīdem, iīdem                           | eadem                                  | eaedem                                 | idem                                   | eadem                                  |
| Ackusativ  | eundem                                 | eōsdem                                 | eandem                                 | eāsdem                                 | idem                                   | eadem                                  |
| Genitiv    | eiusdem                                | eōrundem                               | eiusdem                                | eārundem                               | eiusdem                                | eōrundem                               |
| Dativ      | eīdem                                  | eīsdem, iīsdem                         | eīdem                                  | eīsdem, iīsdem                         | eīdem                                  | eīsdem, iīsdem                         |
| Ablativ    | eōdem                                  | eīsdem, iīsdem                         | eādem                                  | eīsdem, iīsdem                         | eōdem                                  | eīsdem, iīsdem                         |

#### hic, haec, hoc
Hic, "den här", är första personens demonstrativum och syftar på vad som står den talande nära: hic servus, "den här slaven" (min slav).
|            | hic, haec, hōc den här | hic, haec, hōc den här | hic, haec, hōc den här | hic, haec, hōc den här | hic, haec, hōc den här | hic, haec, hōc den här |
| Maskulinum | Maskulinum             | Femininum              | Femininum              | Neutrum                | Neutrum                |                        |
| Singular   | Plural                 | Singular               | Plural                 | Singular               | Plural                 |                        |
| ---------- | ---------------------- | ---------------------- | ---------------------- | ---------------------- | ---------------------- | ---------------------- |
| Nominativ  | hic                    | hī                     | haec                   | hae                    | hōc                    | haec                   |
| Ackusativ  | hunc                   | hōs                    | hanc                   | hās                    | hōc                    | haec                   |
| Genitiv    | hūius                  | hōrum                  | hūius                  | hārum                  | hūius                  | hōrum                  |
| Dativ      | huic                   | hīs                    | huic                   | hīs                    | huic                   | hīs                    |
| Ablativ    | hōc                    | hīs                    | hāc                    | hīs                    | hōc                    | hīs                    |

#### iste, ista, istud
Iste, "den där", är andra personens demonstrativum och syftar på vad som står den tilltalande nära: iste servus, "den där slaven" (din slav).
| Numerus     | Singular | Singular | Singular |  | Plural  | Plural  | Plural  |
| Kasus/Genus | M.       | F.       | N.       |  | MM.     | FF.     | NN.     |
| Nominativ   | iste     | ista     | istud    |  | istī    | istae   | ista    |
| Genitiv     | istīus   | istīus   | istīus   |  | istōrum | istārum | istōrum |
| Dativ       | istī     | istī     | istī     |  | istīs   | istīs   | istīs   |
| Ackusativ   | istum    | istam    | istud    |  | istōs   | istās   | ista    |
| Ablativ     | istō     | istā     | istō     |  | istīs   | istīs   | istīs   |

#### ille, illa, illud
Ille, "den där", tredje personens demonstrativum och syftar på vad som står den omtalade nära: ille servus, "den där slaven" (hans slav).
| Singularis | Singularis | Singularis | Singularis |
|            | Maskulinum | Femininum  | Neutrum    |
| ---------- | ---------- | ---------- | ---------- |
| Nom.       | ille       | illa       | illud      |
| Gen.       | illíus     | illíus     | illíus     |
| Dat.       | illi       | illi       | illi       |
| Ack.       | illum      | illam      | illud      |
| Abl.       | illo       | illa       | illo       |
| Pluralis   |            |            |            |
|            | Maskulinum | Femininum  | Neutrum    |
| Nom.       | illi       | illae      | illa       |
| Gen.       | illorum    | illarum    | illorum    |
| Dat./Abl.  | illis      | illis      | illis      |
| Ack.       | illos      | illas      | illa       |

### Interrogativa pronomen
|           | quis vem? m. och f. | quid vad? n. |
| Singular  | Singular            |              |
| --------- | ------------------- | ------------ |
| Nominativ | quis                | quid         |
| Ackusativ | quem                | quid         |
| Genitiv   | cūius               | cūius        |
| Dativ     | cui                 | cui          |
| Ablativ   | quō                 | quō          |

### Relativt pronomen
| Singularis | Singularis | Singularis | Singularis |
|            | Maskulinum | Femininum  | Neutrum    |
| ---------- | ---------- | ---------- | ---------- |
| Nom.       | qui        | quae       | quod       |
| Gen.       | cuius      | cuius      | cuius      |
| Dat.       | cui        | cui        | cui        |
| Ack.       | quem       | quam       | quod       |
| Abl.       | quo        | qua        | quo        |
| Pluralis   |            |            |            |
|            | Maskulinum | Femininum  | Neutrum    |
| Nom.       | qui        | quae       | quae       |
| Gen.       | quorum     | quarum     | quorum     |
| Dat./Abl.  | quibus     | quibus     | quibus     |
| Ack.       | quos       | quas       | quae       |

### Possessiva adjektiv
Possessiva pronomen kallas possessiva adjektiv därför att de böjs som adjektiv.

#### meus, mea, meum
- meus, -a, -um - min

|           | Maskulinum | Femininum | Neutrum  |
| Singular  | Singular   | Singular  | Singular |
| --------- | ---------- | --------- | -------- |
| Nom.      | meus       | mea       | meum     |
| Gen.      | mei        | meae      | mei      |
| Dat.      | meo        | meae      | meo      |
| Ack.      | meum       | meam      | meum     |
| Abl.      | meo        | meā       | meo      |
| Plural    |            |           |          |
| Nom.      | mei        | meae      | mea      |
| Gen.      | meorum     | meorum    | meorum   |
| Dat./Abl. | meis       | meis      | meis     |
| Ack.      | meos       | meas      | mea      |

#### tuus, tua, tuum
- tuus, -a, -um - din

|           | Maskulinum | Femininum | Neutrum  |
| Singular  | Singular   | Singular  | Singular |
| --------- | ---------- | --------- | -------- |
| Nom.      | tuus       | tua       | tuum     |
| Gen.      | tui        | tuae      | tui      |
| Dat.      | tuo        | tuae      | tuo      |
| Ack.      | tuum       | tuam      | tuum     |
| Abl.      | tuo        | tuā       | tuo      |
| Plural    |            |           |          |
| Nom.      | tui        | tuae      | tua      |
| Gen.      | tuorum     | tuarum    | tuorum   |
| Dat./Abl. | tuis       | tuis      | tuis     |
| Ack.      | tuos       | tuas      | tua      |

#### suus, sua, suum
- suus, -a, -um - sin

|           | Maskulinum | Femininum | Neutrum  |
| Singular  | Singular   | Singular  | Singular |
| --------- | ---------- | --------- | -------- |
| Nom.      | suus       | sua       | suum     |
| Gen.      | sui        | suae      | sui      |
| Dat.      | suo        | suae      | suo      |
| Ack.      | suum       | suam      | suum     |
| Abl.      | suo        | suā       | suo      |
| Plural    |            |           |          |
| Nom.      | sui        | suae      | sua      |
| Gen.      | suorum     | suarum    | suorum   |
| Dat./Abl. | suis       | suis      | suis     |
| Ack.      | suos       | suas      | sua      |

### Pronominaladjektiv
| Grund         | Beskrivning        | Genitiv | Dativ |
| ------------- | ------------------ | ------- | ----- |
| nullus, a, um | ingen              | nullíus | nulli |
| ullus, a, um  | någon              | ullíus  | ulli  |
| solus, a, um  | ensam              | solíus  | soli  |
| totus, a, um  | hel                | totíus  | toti  |
| unus, a,um    | en, en enda; ensam | uníus   | uni   |

## Verb

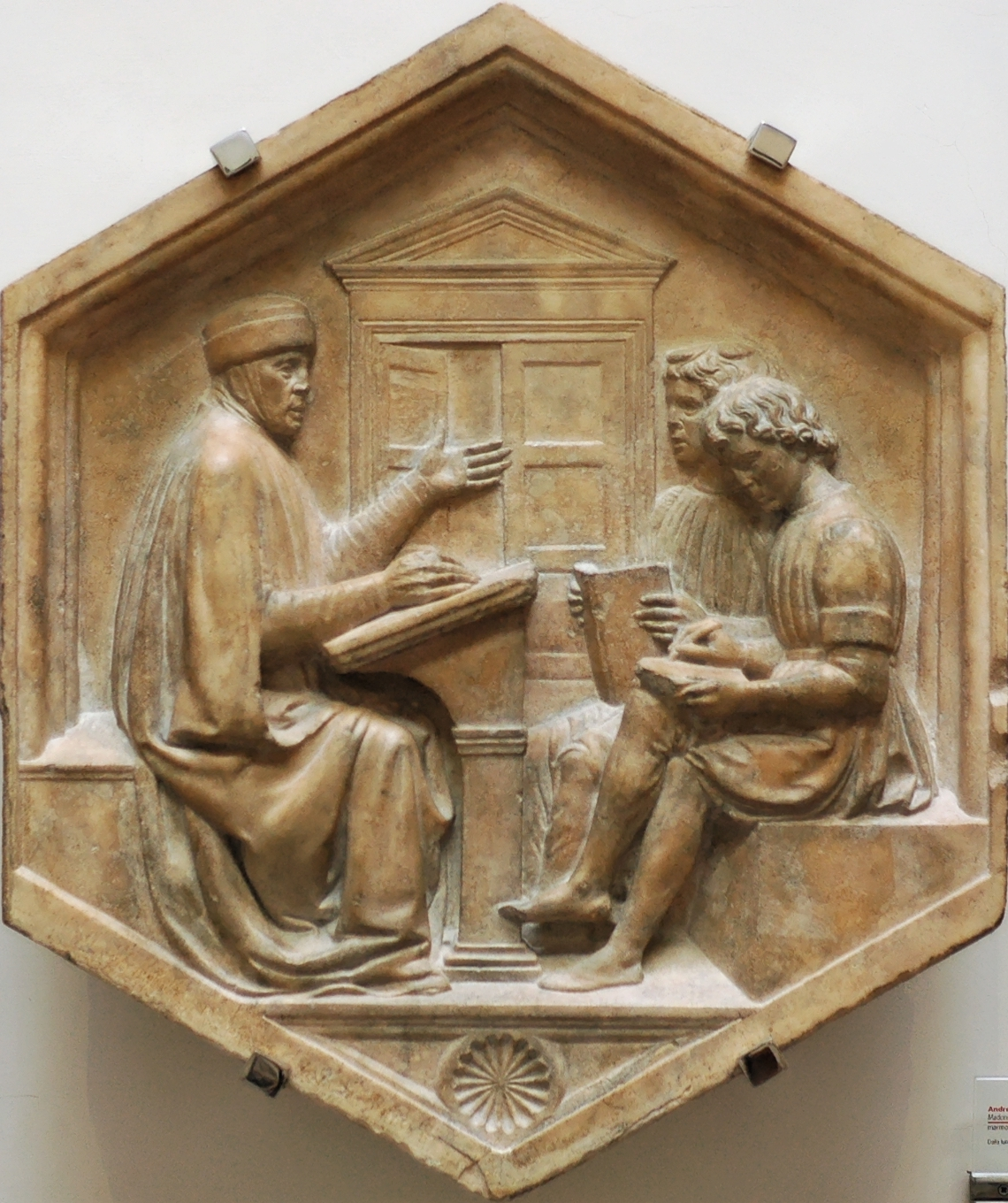
De latinska ordens böjning har traditionellt setts som det svåraste i språket.

Se även Latinska verb och böjningar

### Böjningskategorier
- Det finns sex tempus (latin: tempus):
  - Presens, (latin: praesens) indikerar saker som händer i nutid.
  - Imperfekt, (latin: imperfectum) indikerar saker som hänt.
  - Futurum, (latin: futurum simplex) indikerar saker som inte hänt ännu.
  - Perfekt, (latin: perfectum) indikerar saker som är gjorda och avslutade i dåtid.
  - Pluskvamperfekt, (latin: plusquamperfectum)
  - Futurum exaktum, (latin: futurum exactum) indikerar saker som ska bli klara i framtiden: Jag ska ha skickat ett brev.

- Det finns tre modus (latin: modus):
  - Indikativ, (latin: indicativus) indikerar ett odiskutabelt faktum: Slaven bär vinkruset.
  - Konjunktiv, (latin: coniunctivus) indikerar möjlighet, avsikt, behov etc: Det är nödvändigt att centurionen besegrar barbarerna.
  - Imperativ, (latin: imperativus) används för befallningar: Slav, bär vinkruset!

- Det finns två diateser (latin: genus):
  - Aktiv, (latin: activum) där handlingen (verbet) utförs av subjektet: Slaven bär vinkruset.
  - Passiv, (latin: passivum) där handlingen (verbet) utförs för/till subjektet: Vinkruset bärs av slaven.

De flesta ordböcker använder jag-presens (porto, habeo) som uppslagsord hellre än infinitiv (portare, habere). Det finns exempel från antikens Rom (Marcus Terentius Varro, De Lingua Latina, liber VI) att jag-presens betraktades som grundformen.
| 1:a konjugationen      | 1:a konjugationen | 1:a konjugationen  | 1:a konjugationen       | 1:a konjugationen       | 1:a konjugationen | 1:a konjugationen        | 1:a konjugationen        |  |
| Aktiv diates           | Aktiv diates      | Aktiv diates       | Aktiv diates            | Aktiv diates            | Aktiv diates      | Aktiv diates             | Aktiv diates             |  |
|                        |                   | Presens            | Imperfekt               | Perfekt                 | Pluskvamperfekt   | Futurum Simplex          | Futurum Exactum          |  |
| ---------------------- | ----------------- | ------------------ | ----------------------- | ----------------------- | ----------------- | ------------------------ | ------------------------ |  |
| Indikativ              | ego               | portō              | portābam                | portāvī                 | portāveram        | portābō                  | portāverō                |  |
| Indikativ              | tu                | portās             | portābās                | portāvistī              | portāverās        | portābis                 | portāveris               |  |
| Indikativ              | *                 | portat             | portābat                | portāvit                | portāverat        | portābit                 | portāverit               |  |
| Indikativ              | nos               | portāmus           | portābāmus              | portāvimus              | portāverāmus      | portābimus               | portāverimus             |  |
| Indikativ              | vos               | portātis           | portābātis              | portāvistis             | portāverātis      | portābitis               | portāveritis             |  |
| Indikativ              | *                 | portant            | portābant               | portāvērunt             | portāverant       | portābunt                | portāverint              |  |
|                        |                   |                    |                         |                         |                   |                          |                          |  |
| Konjunktiv             | ego               | portem             | portārem                | portāverim              | portāvissem       |                          |                          |  |
| Konjunktiv             | tu                | portēs             | portārēs                | portāveris              | portāvissēs       |                          |                          |  |
| Konjunktiv             | *                 | portet             | portāret                | portāverit              | portāvissēt       |                          |                          |  |
| Konjunktiv             | nos               | portēmus           | portārēmus              | portāverimus            | portāvissēmus     |                          |                          |  |
| Konjunktiv             | vos               | portētis           | portārētis              | portāveritis            | portāvissētis     |                          |                          |  |
| Konjunktiv             | *                 | portent            | portārent               | portāverint             | portāvissent      |                          |                          |  |
|                        |                   |                    |                         |                         |                   |                          |                          |  |
| Infinitiv              |                   | portāre            |                         | portāvisse              |                   | portātūrus, -ūra         | portātūrum esse          |  |
| Passiv diates          |                   |                    |                         |                         |                   |                          |                          |  |
|                        |                   | Presens            | Imperfekt               | Perfekt                 | Pluskvamperfekt   | Futurum Simplex          | Futurum Exactum          |  |
| Indikativ              | ego               | portor             | portābar                | portatus sum            | portatus eram     | portabor                 | portatus ero             |  |
| Indikativ              | tu                | portāris           | portābaris              | portatus es             | portatus eras     | portaberis               | portatus eris            |  |
| Indikativ              | *                 | portātur           | portābātur              | portatus est            | portatus erat     | portabitur               | portatus erit            |  |
| Indikativ              | nos               | portāmur           | portābāmur              | portati sumus           | portati eramus    | portabimur               | portati erimus           |  |
| Indikativ              | vos               | portāminī          | portābāminī             | portati estis           | portati eratis    | portabimini              | portati eritis           |  |
| Indikativ              | *                 | portantur          | portābāntur             | portati sunt            | portati erant     | portabuntur              | portati erunt            |  |
|                        |                   |                    |                         |                         |                   |                          |                          |  |
| Konjunktiv             | ego               | porter             | portarer                | portatus sim            | portatus essem    |                          |                          |  |
| Konjunktiv             | tu                | porteris           | portareris              | portatus sis            | portatus esses    |                          |                          |  |
| Konjunktiv             | *                 | portetur           | portaretur              | portatus sit            | portatus esset    |                          |                          |  |
| Konjunktiv             | nos               | portemur           | portaremur              | portati simus           | portati essemus   |                          |                          |  |
| Konjunktiv             | vos               | portemini          | portaremini             | portati sitis           | portati essetis   |                          |                          |  |
| Konjunktiv             | *                 | portentur          | portarentur             | portati sint            | portati essent    |                          |                          |  |
| Infinitiv              |                   | portari            |                         | portatus esse           |                   |                          |                          |  |
| Imperativ och particip |                   |                    |                         |                         |                   |                          |                          |  |
|                        |                   | Presens aktiv      | futurum aktiv (2 pers.) | Futurum aktiv (3 pers.) | Presens passiv    | Futurum passiv (2 pers.) | Futurum passiv (3 pers.) |  |
| Imperativ              | singularis        | porta              | portato                 | portato                 | portare           | portator                 | portator                 |  |
| Imperativ              | pluralis          | portate            | portatote               | portanto                | portamini         |                          | portantor                |  |
|                        |                   |                    |                         |                         |                   |                          |                          |  |
|                        |                   | Presens            | Imperfekt               | Perfekt                 | Pluskvamperfekt   | Futurum Simplex          | Futurum Exactum          |  |
| Particip               |                   | portans, portantis |                         | portatus, -a, -um       |                   |                          |                          |  |

| 2:a konjugationen      | 2:a konjugationen | 2:a konjugationen | 2:a konjugationen       | 2:a konjugationen       | 2:a konjugationen | 2:a konjugationen        | 2:a konjugationen        |  |
| Aktiv diates           | Aktiv diates      | Aktiv diates      | Aktiv diates            | Aktiv diates            | Aktiv diates      | Aktiv diates             | Aktiv diates             |  |
|                        |                   | Presens           | Imperfekt               | Perfekt                 | Pluskvamperfekt   | Futurum Simplex          | Futurum Exactum          |  |
| ---------------------- | ----------------- | ----------------- | ----------------------- | ----------------------- | ----------------- | ------------------------ | ------------------------ |  |
| Indikativ              | ego               | habeō             | habebam                 | habui                   | habueram          | habebo                   | habuerō                  |  |
| Indikativ              | tu                | habes             | habebas                 | habuistī                | habuerās          | habebis                  | habueris                 |  |
| Indikativ              | *                 | habet             | habebat                 | habuit                  | habuerat          | habebit                  | habuerit                 |  |
| Indikativ              | nos               | habemus           | habebāmus               | habuimus                | habuerāmus        | habebimus                | habuerimus               |  |
| Indikativ              | vos               | habetis           | habebātis               | habuistis               | habuerātis        | habebitis                | habueritis               |  |
| Indikativ              | *                 | habent            | habebant                | habuērunt               | habuerānt         | habebunt                 | habuerint                |  |
|                        |                   |                   |                         |                         |                   |                          |                          |  |
| Konjunktiv             | ego               | habeam            | haberem                 | habuerim                | habuissem         |                          |                          |  |
| Konjunktiv             | tu                | habeas            | haberēs                 | habueris                | habuissēs         |                          |                          |  |
| Konjunktiv             | *                 | habeat            | haberet                 | habuerit                | habuissēt         |                          |                          |  |
| Konjunktiv             | nos               | habeamus          | haberēmus               | habuerimus              | habuissēmus       |                          |                          |  |
| Konjunktiv             | vos               | habeatis          | haberētis               | habuēritis              | habuissētis       |                          |                          |  |
| Konjunktiv             | *                 | habeant           | haberent                | habuērint               | habuissent        |                          |                          |  |
|                        |                   |                   |                         |                         |                   |                          |                          |  |
| Infinitiv              |                   | habere            |                         | habuisse                |                   | habiturus, -ura          | habiturum esse           |  |
| Passiv diates          |                   |                   |                         |                         |                   |                          |                          |  |
|                        |                   | Presens           | Imperfekt               | Perfekt                 | Pluskvamperfekt   | Futurum Simplex          | Futurum Exactum          |  |
| Indikativ              | ego               | habeor            | habebar                 | habitus sum             | habitus eram      | habebor                  | habitus ero              |  |
| Indikativ              | tu                | haberis           | habebaris               | habitus es              | habitus eras      | habeberis                | habitus eris             |  |
| Indikativ              | *                 | habetur           | habebātur               | habitus est             | habitus erat      | habebitur                | habitus erit             |  |
| Indikativ              | nos               | habemur           | habebāmur               | habiti sumus            | habiti eramus     | habebimur                | habiti erimus            |  |
| Indikativ              | vos               | habeminī          | habebāminī              | habiti estis            | habiti eratis     | habebimini               | habiti eritis            |  |
| Indikativ              | *                 | habentur          | habebāntur              | habiti sunt             | habiti erant      | habebuntur               | habiti erunt             |  |
|                        |                   |                   |                         |                         |                   |                          |                          |  |
| Konjunktiv             | ego               | habear            | haberer                 | habitus sim             | habitus essem     |                          |                          |  |
| Konjunktiv             | tu                | habearis          | habereris               | habitus sis             | habitus esses     |                          |                          |  |
| Konjunktiv             | *                 | habeatur          | haberetur               | habitussit              | habitus esset     |                          |                          |  |
| Konjunktiv             | nos               | habeamur          | haberemur               | habiti simus            | habiti essemus    |                          |                          |  |
| Konjunktiv             | vos               | habeamini         | haberemini              | habiti sitis            | habiti essetis    |                          |                          |  |
| Konjunktiv             | *                 | habeantur         | haberentur              | habiti sint             | habiti essent     |                          |                          |  |
| Infinitiv              |                   | haberi            |                         | habitus esse            |                   | habitum iri              |                          |  |
| Imperativ och particip |                   |                   |                         |                         |                   |                          |                          |  |
|                        |                   | Presens aktiv     | futurum aktiv (2 pers.) | Futurum aktiv (3 pers.) | Presens passiv    | Futurum passiv (2 pers.) | Futurum passiv (3 pers.) |  |
| Imperativ              | singularis        |                   |                         |                         |                   |                          |                          |  |
| Imperativ              | pluralis          |                   |                         |                         |                   |                          |                          |  |
|                        |                   |                   |                         |                         |                   |                          |                          |  |
|                        |                   | Presens           | Imperfekt               | Perfekt                 | Pluskvamperfekt   | Futurum Simplex          | Futurum Exactum          |  |
| Particip               |                   | habens, habentis  |                         | habiatus, -a, -um       |                   |                          |                          |  |

### Aktiv diates

#### Indikativ

##### Presens
- porto (-are) - bära

| ego | portō    |
| tu  | portās   |
|     | portat   |
| nos | portāmus |
| vos | portātis |
|     | portant  |

- - Stam + personändelse

##### Imperfekt
| ego | portābam   |
| tu  | portābās   |
|     | portābat   |
| nos | portābāmus |
| vos | portābātis |
|     | portābant  |

- - Stam + "ba" + personändelse

##### Futurum
| ego | portābō    |
| tu  | portābis   |
|     | portābit   |
| nos | portābimus |
| vos | portābitis |
|     | portābunt  |

##### Perfekt
| ego | portāvī     |
| tu  | portāvistī  |
|     | portāvit    |
| nos | portāvimus  |
| vos | portāvistis |
|     | portāvērunt |

- - Perfektstam + perfektändelser

##### Pluskvamperfekt
| ego | portāveram   |
| tu  | portāverās   |
|     | portāverat   |
| nos | portāverāmus |
| vos | portāverātis |
|     | portāverant  |

- - Perfektstam + imperfekt av sum, esse (att vara)

##### Futurum exaktum
| ego | portāverō    |
| tu  | portāveris   |
|     | portāverit   |
| nos | portāverimus |
| vos | portāveritis |
|     | portāverint  |

- - Perfektstam + futurum av sum, esse (att vara), utom -erint därför att erunt redan används.

#### Konjunktiv

##### Presens
| ego | portem   |
| tu  | portēs   |
|     | portet   |
| nos | portēmus |
| vos | portētis |
|     | portent  |

##### Imperfekt
| ego | portārem   |
| tu  | portārēs   |
|     | portāret   |
| nos | portārēmus |
| vos | portārētis |
|     | portārent  |

- - Stam + imperfekt mellanändelse + personändelse

##### Perfekt
| ego | portāverim   |
| tu  | portāveris   |
|     | portāverit   |
| nos | portāverimus |
| vos | portāvēritis |
|     | portāverint  |

- - Stam + perfekt mellanändelse + personändelse

##### Pluskvamperfekt
| ego | portāvissem   |
| tu  | portāvissēs   |
|     | portāvissēt   |
| nos | portāvissēmus |
| vos | portāvissētis |
|     | portāvissent  |

- - Stam + pluskvamperfekt mellanändelse + personändelse

- Det finns inget futurum eller futurum exaktum i konjunktiv.

### Passiv diates

#### Indikativ

##### Presens
- portor (-ari) - bäras

| ego | portor    |
| tu  | portāris  |
|     | portātur  |
| nos | portāmur  |
| vos | portāminī |
|     | portantur |

##### Imperfekt
| ego | portābar    |
| tu  | portābāris  |
|     | portābātur  |
| nos | portābāmur  |
| vos | portābāminī |
|     | portabāntur |

##### Futurum
| ego | portābor    |
| tu  | portāberis  |
|     | portābitur  |
| nos | portābimur  |
| vos | portābiminī |
|     | portabuntur |

##### Perfekt
| ego | portātus, -a, -um sum |
| tu  | portātus es           |
|     | portātus est          |
| nos | portātī sumus         |
| vos | portātī estis         |
|     | portatī sunt          |

##### Pluskvamperfekt
| ego | portātus eram  |
| tu  | portātus erās  |
|     | portātus erat  |
| nos | portātī erāmus |
| vos | portātī erātis |
|     | portatī erant  |

##### Futurum exaktum
| ego | portātus erō   |
| tu  | portātus eris  |
|     | portātus erit  |
| nos | portātī erimus |
| vos | portātī eritis |
|     | portatī erunt  |

#### Konjunktiv

##### Presens
| ego | porter    |
| tu  | portēris  |
|     | portētur  |
| nos | portēmur  |
| vos | portēminī |
|     | portentur |

##### Imperfekt
| ego | portārer    |
| tu  | portārēris  |
|     | portārētur  |
| nos | portārēmur  |
| vos | portārēminī |
|     | portarēntur |

##### Perfekt
| ego | portātus sim  |
| tu  | portātus sīs  |
|     | portātus sit  |
| nos | portātī sīmus |
| vos | portātī sītis |
|     | portātī sint  |

##### Pluskvamperfekt
| ego | portātus essem  |
| tu  | portātus essēs  |
|     | portātus esset  |
| nos | portātī essēmus |
| vos | portātī essētis |
|     | portātī essent  |

### Oregelbundna verb

#### sum, esse, fui
att vara
|     | Presens ind. | Presens konj. | Imperfekt ind. | Imperfekt konj. | Fut. simplex |
| ego | sum          | sim           | eram           | essem           | ero          |
| tu  | es           | sis           | eras           | esses           | eris         |
|     | est          | sit           | erat           | esset           | erit         |
| nos | sumus        | simus         | erámus         | essémus         | érimus       |
| vos | estis        | sitis         | erátis         | essétis         | éretis       |
|     | sunt         | sint          | erant          | essent          | erunt        |

#### sto, stare, steti, statum
att vara, befinna sig (i ett läge, på en plats)
|     | Presens ind. | Presens konj. | Imperfekt ind. | Imperfekt konj. | Fut. simplex |
| ego | sto          | stem          | stabam         | starem          | stabo        |
| tu  | stas         | stes          | stabas         | stares          | stabas       |
|     | stat         | stet          | stabat         | staret          | stabat       |
| nos | stamus       | stemus        | stabamus       | staremus        | stabamus     |
| vos | statis       | stetis        | stabatis       | staretis        | stabatis     |
|     | stant        | stent         | stabant        | starent         | stabant      |

#### possum, posse, potui
|     | Presens ind. | Presens konj. | Imperfekt ind. | Imperfekt konj. | Fut. simplex |
| ego | possum       | possim        | poteram        | possem          | potero       |
| tu  | potes        | possis        | poteras        | posses          | poteris      |
|     | potest       | possit        | poterat        | posset          | poterit      |
| nos | possumus     | possimus      | poteramus      | possemus        | poterimus    |
| vos | potestis     | possitis      | poteratis      | possetis        | poteritis    |
|     | possunt      | possint       | poterant       | possent         | poterunt     |

#### malo, malle, malui
|     | Presens ind. | Presens konj. | Imperfekt ind. | Imperfekt konj. | Fut. simplex |
| ego | malo         | malim         | malebam        | mallem          | malam        |
| tu  | mavis        | malis         | malebas        | malles          | males        |
|     | mavult       | malit         | malebat        | mallet          | malet        |
| nos | malumus      | malimus       | malebamus      | mallemus        | malemus      |
| vos | mavultis     | malitis       | malebatis      | malletis        | maletis      |
|     | malunt       | malint        | malebant       | mallent         | malent       |

#### nolo, nolle, nolui
|     | Presens ind. | Presens konj. | Imperfekt ind. | Imperfekt konj. | Fut. simplex |
| ego | nolo         | nolim         | nolebam        | nollem          | nolam        |
| tu  | non vis      | nolis         | nolebas        | nolles          | noles        |
|     | non vult     | nolit         | nolebat        | nollet          | nolet        |
| nos | nolumus      | nolimus       | nolebamus      | nollemus        | nolemus      |
| vos | non vultis   | nolitis       | nolebatis      | nolletis        | noletis      |
|     | nolunt       | nolint        | nolebant       | nollent         | nolent       |

#### volo, velle, volui
| ego | volo             | velim; volem     |
| tu  | vis; volas       | velis; voles     |
|     | vult; volat      | velit; volet     |
| nos | volumus; volamus | velimus;velemus  |
| vos | vultis; volatis  | velitis; voletis |
|     | volunt; volant   | velint; volent   |

## Konjunktioner
- ac - och
- an - om (i fråga)
- at - men
- atque - och
- aut - eller
- autem men
- dummodo - så länge som
- enim - nämligen
- ergo - alltså
- et - och, även (et före pronomen betyder "även")
- étiam - även, också
- forsan - kanske
- fortasse - kanske
- ígitur - alltså
- ita - så, på så sätt (används även som ett ja-svar)
- ne - att inte, inte
- nec - och inte, men inte
- nisi - om inte
- non - inte (används även som ett nej-svar)
- postquam - efter
- quam - än
- quasi - som om
- sed - men, utan
- si - om
- sic - så
- tam - så
- tamen - dock
- ut - så, som, att, som att
- vidélicet - nämligen

Källor:
Tore Janson - Latin - Kulturen, historien, språket, 2002.

## Prepositioner

### Prepositioner med ackusativ
- ad - till
- ante - före, innan
- apud - hos, nära, vid, framför intill
- circum - runt, kring
- contra - mot
- extra - utanför
- inter - emellan, bland
- intra - inom, innanför
- ob - mittemot
- per - genom
- post - efter
- prope - nära
- propter - nära, eftersom, därför att
- sub - under (i rörelse)
- super - över (i rörelse)
- supra - över, ovanpå
- trans - på andra sidan om
- transmarinus - på andra sidan havet
- versus - mot (riktning, dvs mot ett visst håll)

### Prepositioner med ablativ
- a, ab - av, från
- cum (quom i äldre tider) - med
- de - om, av, från
- ex, e - från, ur
- in - i, på
- prae - före, framför, mittemot
- pro - för, före, framför
- sine - utan
- sub  - under (i befintligt tillstånd)
- super - över (i befintligt tillstånd)

## Prefix
- ac- - (från ad) till, nära
- ad- - till, nära
- co- - tillsammans
- con- - med
- prae- - före

## Förkortningar
- a. Chr. n.  ante Christum natum
- a. d.  ante diem
- a. u. c.  ab urbe cóndita
- Ap.  Appius
- C.  Gaius
- Cn.  Gnaeus
- cos.  consul
- coss.  consules
- HS  sestértius
- p. Chr. n.  post Christum natum
- s. c.  senatus consultum
- S. P. Q. R.  Senatus Populúsque Romanus

## Fraser
De ord som inte betonas på näst sista stavelsen anges här med accenter.
De ord som anges inom parenteser kan man välja om man ska använda eller inte. Sammanhanget kan avgöra om man vill använda dessa ord eller inte.
Salve! (till en person); Salvete! (till flera personer) - Goddag!; Hej!
Ave. (till en person); Avete. (till flera personer) - Var hälsad.; Goddag.
Vale! (till en person); Valete! (till flera personer) - Farväl!
Quómodo vales?; Ut vales? - Hur mår du? (Quómodo vales? ordagrant: "Hur är du värd?") (Ut vales? ordagrant: "Så du är värd?")
- Verbet vales betyder "du är värd" och "du är mäktig", inte "du mår". Verbet heter i infinitiv valere och betyder "vara värd" och "vara mäktig".

Bene! - Bra! (Ordagrant: "Gott!" Adverbform av adjektivet bonus, "god".)
Male. - Dåligt. (Adverbform av adjektivet malus, "dålig", "ond".)
Loquerisne Latine? - Talar du latin? (Ordagrant: "Talar du latinskt?")
- Verbet loqui, "tala", finns bara i passivum, men är ett deponensverb och har alltså aktiv betydelse.
- Frågepartikeln -ne som används i frågor behöver inte nödvändigtvis användas.
- Ordet Latine, "latinskt" är adverbform av adjektivet latinus, "latinsk".

Ita (est).; Ita vero.; Sic (est).; Étiam. - Ja.
- Inga av dessa ord betyder "ja", men används som ja-svar. Ordet ita betyder "så" och "på så sätt". Ita (est). betyder då ordagrant "Så (det är)." eller "På så sätt (det är)." Ita vero. betyder "Så för det sanna." eller "På så sätt för det sanna." Ordet sic betyder "så". Sic (est). betyder då ordagrant "Så (det är)." Ordet étiam betyder "även" och "också".

Non.; Non ita (est). - Nej.
- Inga av dessa ord betyder "nej", men används som ett nej-svar. Ordet non betyder "inte".

Aut étiam aut non respondere. - Svara antingen ja eller nej.
Nomen mihi est Luna. - Jag heter Luna.; Mitt namn är Luna. (Ordagrant: "Namnet åt mig är Luna.")
Quid nomen tibi est? - Vad heter du?; Vad är ditt namn? (Ordagrant: "Vad är namnet åt dig?")
Qua aetate es? - Hur gammal är du? (Ordagrant: "Var är du i åldern?")
25 annos natus sum. - Jag är 25 år gammal. (Ordagrant: "Jag är 25 år född.")
- 25 heter quinque et viginti eller viginti quinque.

Quota hora est? - Vad är klockan? (Ordagrant: "Vilket nummer är timmen?")
Hora quinta est. - Klockan är fem. (Ordagrant: "Timmen är den femte.")
Intélligo. - Jag förstår.
Non intélligo. - Jag förstår inte.
Scio. - Jag vet.
Néscio. - Jag vet inte.
Sum in recto. - Jag har rätt. (Ordagrant: "Jag är i det rätta.")
Sum in falso. - Jag har fel. (Ordagrant: "Jag är i det falska.")
Ubi latrina est? - Var är toaletten?
Fortasse.; Forsan. - Kanske.
Cur?; Quare? - Varför?
Semper. - Alltid.
Numquam. - Aldrig.
Aliquando.; Quandoque. - Ibland.
Amo te. - Jag älskar dig.
Odi te. - Jag hatar dig.
Grátias tibi (ago)! - Tack! (Ordagrant: "(Jag driver) tack åt dig!")
Magnas grátias (ago)! - Stort tack! (Ordagrant: "(Jag driver) stora tack!")
Máximas grátias (ago)!; Ingentes grátias (ago)! - Tack så mycket!; Tusentack! (Máximas grátias (ago)! ordagrant: "(Jag driver) mycket stora tack!") (Ingentes grátias (ago)! ordagrant: "(Jag driver) väldiga tack!")
Källor:
Alla fraser är tagna ur Ebbe Vilborgs Norsteds svensk-latinska ordbok, andra upplagan, 2009.
De latinska ordens riktiga betydelser, istället för de svenska motsvarigheterna, är tagna ur den latinsk-svenska ordlistan i Tore Jansons Latin - Kulturen, historien, språket, 2009, och står inom parenteser och inom punktlistor. Om sådant inte finns, är det också riktiga översättningar, istället för svenska motsvarigheter.